# Hylaeus gressitti
Hylaeus gressitti är en biart som beskrevs av Hirashima 1979. Hylaeus gressitti ingår i släktet citronbin, och familjen korttungebin. Inga underarter finns listade i Catalogue of Life.